# 7,92 × 57 mm
La munition 8 x 57 I (ou 7,92 × 57 mm) est une cartouche allemande d'arme d'épaule développée entre 1886 et 1888 par Mauser et adoptée en 1889 comme munition du fusil Gewehr 88 et ses dérivés (carabine, carabine du génie, de cavalerie, etc.) sous le nom M/88. Beaucoup utilisée par l'armée allemande pendant la Seconde Guerre mondiale pour plusieurs armes iconiques comme la mitrailleuse MG42 ou encore le fusil d'infanterie Karabiner 98k. 

## Description et historique

### Origine

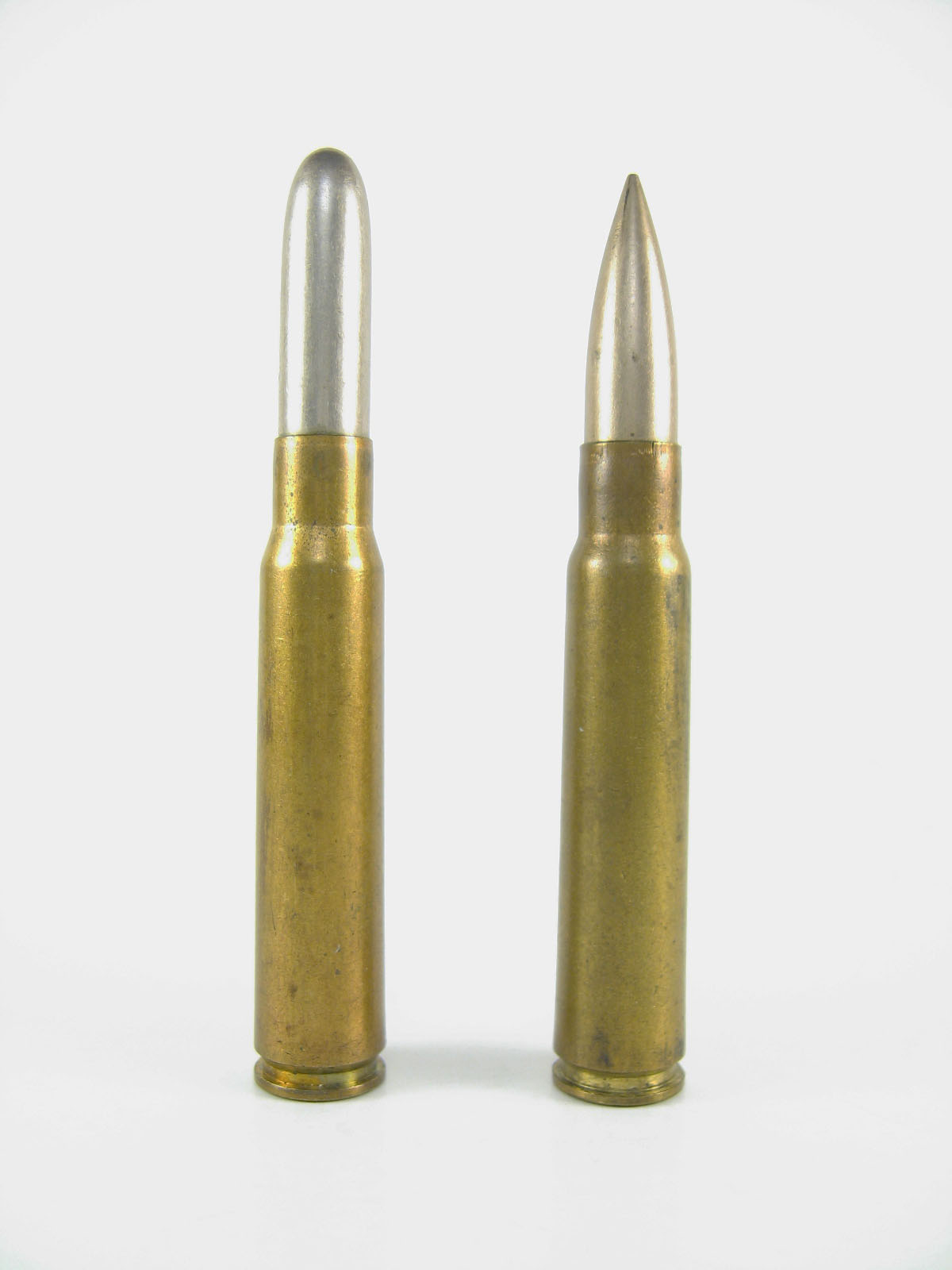
Munition Modèle 1888 M/88 (à gauche) à côté du modèle 1905 7,92 x 57 mm Mauser « S Patrone ».

La 7,92 × 57 mm est la première cartouche allemande à utiliser la toute nouvelle poudre sans fumée, mais qui conserve les défauts des munitions de l'ère de la poudre noire : sa munition était « round nose », c'est-à-dire arrondie sur l'avant.
Comprenant l'importance d'un projectile au meilleur coefficient balistique (donc plus facile à utiliser pour des tirs à longue distance et/ou de précision) et profitant des hautes vitesses que permettaient d'atteindre la poudre sans fumée (vitesse qui est l'élément primordial dans la létalité de tout projectile, puisque l'énergie cinétique dépend de la masse et du carré de la vitesse), l'état allemand ordonna la création d'un projectile adapté.
Ainsi, en 1905, le 8 × 57i ("i" pour Infanterie) est devenu le 8 × 57is (ou « js », par erreur de transcription, le "i" en écriture cursive allemande ressemblant quelque peu à un "j", d'où une confusion), la lettre s étant ajoutée afin de préciser un type de munition Spitzgeschoss (littéralement « projectile pointu ») puisque la cartouche recevait désormais une balle pointue de 9,9 grammes (plus légère car le projectile original round nose pesait 14,6 grammes). De manière générale, le terme de Spitzer est ensuite devenu usuel pour désigner tous les projectiles de forme cylindro-ogivo-conique.
Le nouveau projectile a été conçu avec un diamètre légèrement supérieur au précédent mais ce n'est pas la seule amélioration qu'a reçue la munition : une très légère modification de la forme de la douille permet d'en augmenter sensiblement la capacité et une poudre à double base (nitrocellulose et nitroglycérine) est utilisée en remplacement, l'ensemble permettant d'atteindre de grandes vitesses (entre 800 et 900 mètres par seconde) et offrant un coefficient balistique élevé. Les deux munitions (8 × 57i et 8 × 57is) ne sont donc pas interchangeables.

### Période récente

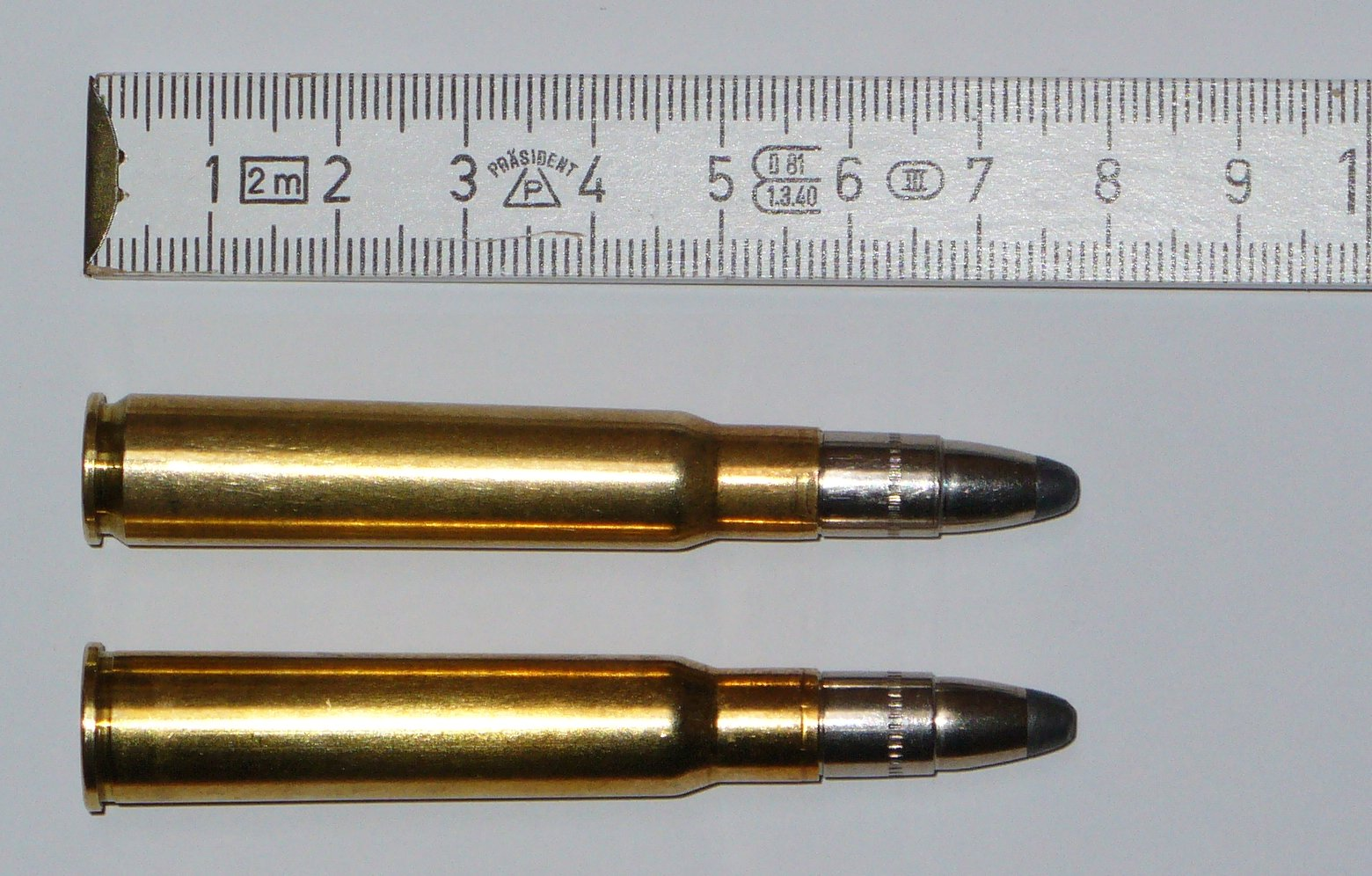
Mauser (au-dessus) et la cartouche rimmed.

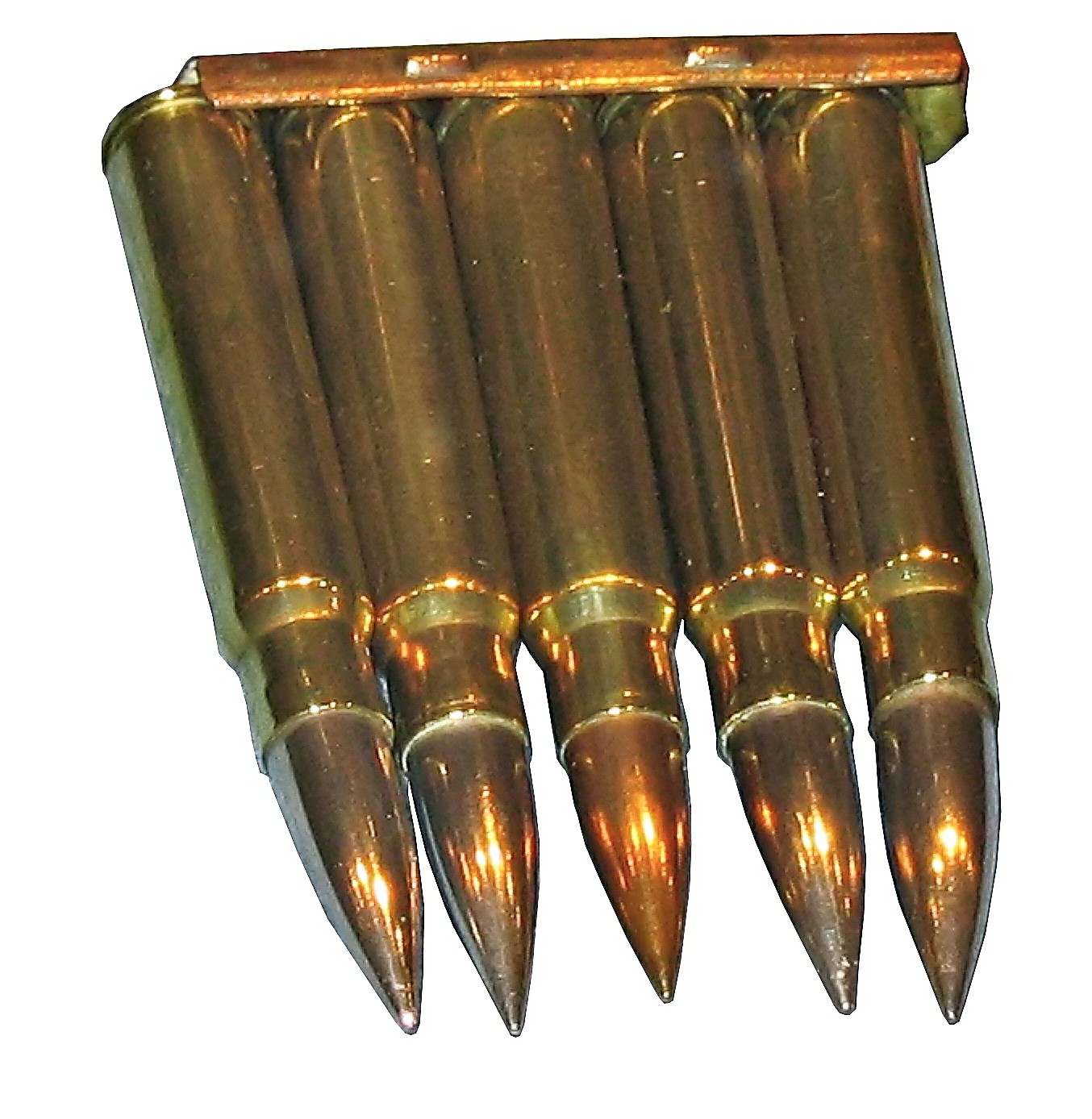
Clip de munitions pour le Gewehr 98 en.

Cette munition a énormément de succès auprès des chasseurs et un succès important auprès des tireurs sportifs ou récréatifs. Elle emmagasine une énergie cinétique très importante, est facile à recharger, d'un prix raisonnable, a une précision excellente et un coefficient balistique (qui néanmoins dépend évidemment du projectile utilisé) relativement haut, et est disponible dans d'innombrables chargements et types de projectiles différents.
Elle convient pour la chasse à l'affût, à l'approche, en battue, elle est utilisable dans des armes à verrou, à levier, semi-automatiques ou à pompe, elle convient pour la chasse de tous types de gibier y compris les grands fauves ou les grands mammifères (bien qu'elle n'ait pas beaucoup de succès dans ce rôle, elle est utilisable pour la chasse à l'éléphant ou au buffle africain). Certaines armées l'utilisent encore, en raison de ses capacités tout à fait honorables et de son incroyable fiabilité quelle que soit l'arme utilisée (un fonctionnement irréprochable, quel que soit le mécanisme de l'arme, était le premier critère d'adoption de la cartouche par l'Allemagne).
Depuis un certain temps, la munition est toujours appelée « 8 × 57js » lorsqu'elle est chargée avec un projectile qui n'est pas un spitzer. Dans un tel cas, puisque le « s » dans le nom de la munition désigne bel et bien la balle spitzer, la cartouche devrait être appelée « 8 × 57j » et pas « js ». Néanmoins, l'appellation est restée pour des raisons de clarification : même si elle n'utilise pas un projectile spitzer, une 8 × 57js reste différente d'une 8 × 57j en termes de dimensions de la douille et ne peut donc pas être chambrée dans les mêmes armes. C'est le cas de la majorité des munitions de chasse, puisque les projectiles spitzer sont essentiellement destinés au tir de combat ou au tir de précision alors que les chasseurs misent sur une expansion rapide et brutale du projectile, ce qui implique une munition à tête plate ou creuse et non une spitzer, qui se déforme très peu, pénètre beaucoup et ne cause donc pas d'énormes dégâts aux tissus de la cible.

## Désignations

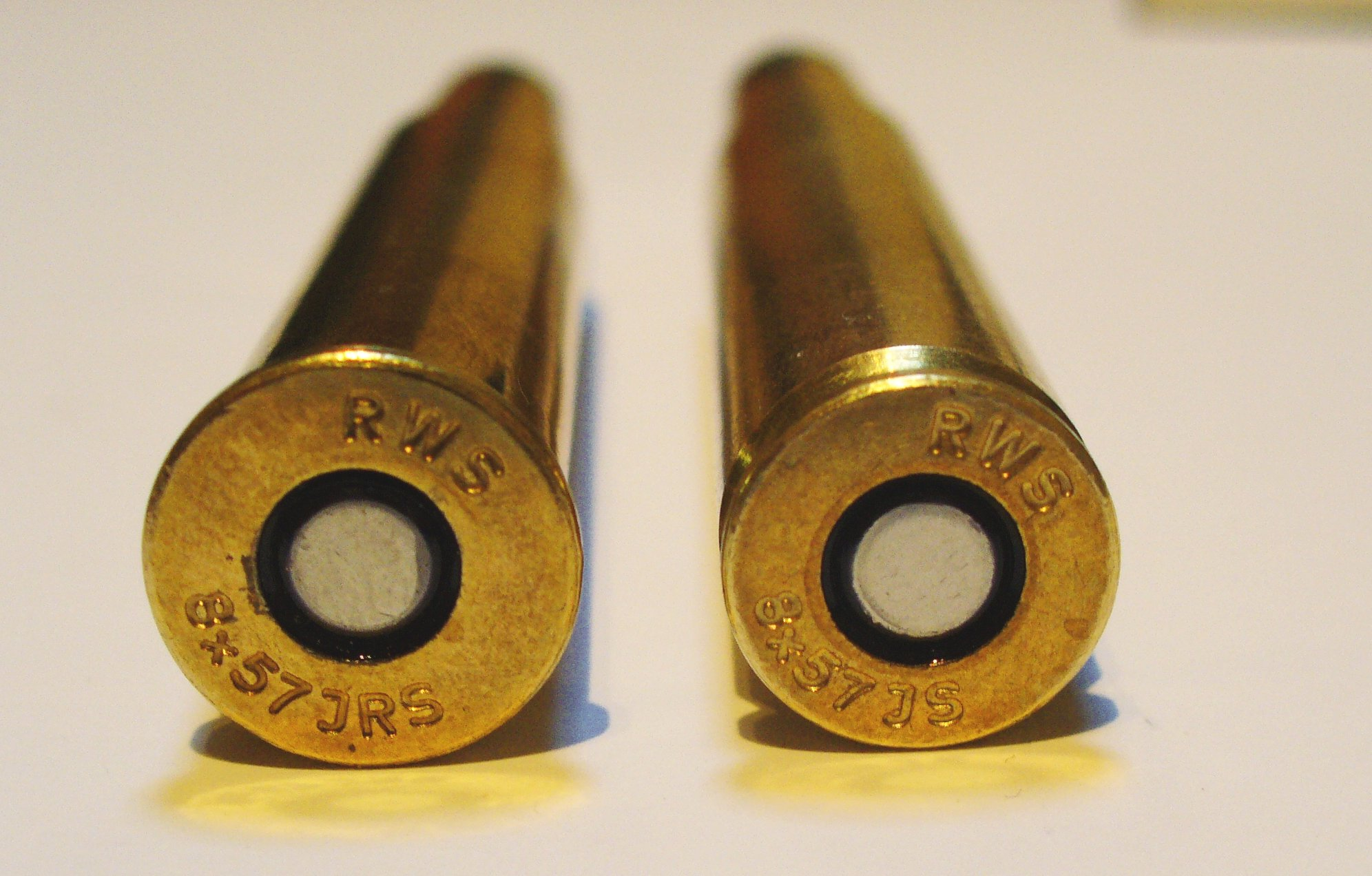
Cartouches de sport et (Mauser).

Le nom du calibre est sujet à caution, particulièrement lorsqu'on souhaite le recharger : en effet, il a des dizaines de désignations (8 x 57, 7,92 x 57, 7,90 x 57, 7,90 Mauser, 7,90js, etc.), lesquelles sont presque toutes erronées. La seule dénomination qui s'approche de la vérité est « 8x57 Mauser » (auquel on adjoint la dénomination « j » ou « js » selon les dimensions de la douille), ceci parce que la munition a bel et bien un diamètre de 8 mm.
Le projectile de 8 x 57j mesure 8,08 mm de diamètre et le projectile de 8 x 57js mesure 8,20 mm. Ainsi, un projectile de 7,92 mm ne conviendra pas dans les deux cas. La différence, ténue, entre le 8 x 57j et le 8 x 57js peut aussi être gênante et, parfois, dangereuse : charger un projectile js (donc de 8,20 mm) dans une douille destinée à une arme faite pour tirer les projectiles j de 8,08 mm entraînerait une très dangereuse surpression dans le canon qui peut avoir des conséquences dramatiques. Il est donc très important de bien connaître le chambrage de l'arme qu'on utilise. Par ailleurs, les armes en 8 x 57j sont extrêmement rares et ne sont plus fabriquées depuis les premières années du XXe siècle.
Il existe aussi le 8 x 57jrs, où le « r » vient du mot allemand «Rand» , qui veut dire « bourrelet » en français. Cela signifie que le culot de l'étui ne comporte pas de gorge d'extraction mais un bourrelet  . La munition est, hormis ce détail, exactement la même , à la pression maximale admissible près (plus faible pour la irs que pour la is). L'intérêt de ce bourrelet est de permettre de tirer cette munition dans des fusils à bascule , sur lesquels il n'est pas aisé d'adjoindre un extracteur adapté à une douille à gorge (quoique cela soit néanmoins possible).

## Données métriques
- Longueur :
  - de l'étui : 56,8 mm
  - du projectile : 28 mm
  - de la cartouche : 80,5 mm
- Masse de la cartouche : 24,1 - 26,2 g

## Comparaisons balistiques des munitions d'armes d'épaule les plus répandues
Ce tableau présente les caractéristiques balistiques des munitions d'armes d'épaule les plus connues. La performance utile typique se base sur les caractéristiques des munitions standard du marché les plus fréquemment rencontrées, ceci à titre de comparaison.
La performance d'une munition, c'est-à-dire son impact sur la cible s'exprime en joules selon la formule {\displaystyle E={\frac {1}{2}}m.v^{2}} où {\displaystyle \mathbf {m} } est la masse et {\displaystyle \mathbf {v} } la vitesse de la balle[réf. nécessaire].
Le recul ressenti dans l'arme, se mesure lui par la quantité de mouvement exprimée en kg m/s selon la formule {\displaystyle Q=m.v}[réf. nécessaire].
Ainsi une munition de calibre .270 Winchester a une performance supérieure à une munition de 7,57 mm Mauser (3670 J contre 3035 J), mais provoque un recul équivalent (7,86 kg m/s contre 7,93 kg m/s)
|                                   | Données balistiques (munitions du marché) | Données balistiques (munitions du marché) | Données balistiques (munitions du marché) | Données balistiques (munitions du marché) | Données balistiques (munitions du marché) | Données balistiques (munitions du marché) | Données balistiques (munitions du marché) | Données balistiques (munitions du marché) | Données balistiques (munitions du marché) | Données balistiques (munitions du marché) | performance utile typique* | performance utile typique* | performance utile typique* | performance utile typique* |
| Caractéristique                   | Diamètre balle                            | Diamètre balle                            | longueur cartouche                        | longueur douille                          | poids balle                               | poids balle                               | vitesse min                               | vitesse max                               | Énergie min                               | Énergie max                               | Poids                      | Vitesse                    | Énergie                    | Recul                      |
| --------------------------------- | ----------------------------------------- | ----------------------------------------- | ----------------------------------------- | ----------------------------------------- | ----------------------------------------- | ----------------------------------------- | ----------------------------------------- | ----------------------------------------- | ----------------------------------------- | ----------------------------------------- | -------------------------- | -------------------------- | -------------------------- | -------------------------- |
| unité                             | mm                                        | pouce                                     | mm                                        | mm                                        | g                                         | Grain                                     | m/s                                       | m/s                                       | J                                         | J                                         | grain                      | m/s                        | J                          | kg m/s                     |
| .22 LR                            | 5,60                                      | .223                                      | 25,40                                     | 15,60                                     | 1,9 - 2,6                                 | 30-40                                     | 370                                       | 500                                       | 180                                       | 260                                       | 32                         | 440                        | 200                        | 0,91                       |
| 5,56 x 45 mm Otan .223 Remington  | 5,69                                      | .224                                      | 57,40                                     | 44,70                                     | 3 - 4                                     | 30-60                                     | 850                                       | 993                                       | 1670                                      | 1890                                      | 55                         | 988                        | 1740                       | 3,52                       |
| .222 Remington                    | 5,69                                      | .224                                      | 54,10                                     | 43,20                                     | 4-5                                       | 50-77                                     | 890                                       | 1090                                      | 1450                                      | 1600                                      | 50                         | 957                        | 1485                       | 3,10                       |
| .243 Winchester                   | 6,20                                      | .243                                      | 68,83                                     | 51,90                                     | 4 - 6                                     | 62 - 90                                   | 920                                       | 1240                                      | 2500                                      | 2900                                      | 90                         | 945                        | 2600                       | 5,51                       |
| .270 Winchester                   | 7,00                                      | .275                                      | 84,80                                     | 64,50                                     | 6                                         | 90-130                                    | 910                                       | 1100                                      | 3500                                      | 4000                                      | 130                        | 933                        | 3670                       | 7,86                       |
| 7x57 mm Mauser                    | 7,24                                      | .285                                      | 78,00                                     | 57,00                                     | 8-12                                      | 124-180                                   | 700                                       | 900                                       | 3000                                      | 3700                                      | 160                        | 765                        | 3035                       | 7,93                       |
| 7x64 mm Brennecke                 | 7,24                                      | .285                                      | 84,00                                     | 64,00                                     | 8-12                                      | 124-180                                   | 820                                       | 920                                       | 3300                                      | 4000                                      | 162                        | 800                        | 3360                       | 8,40                       |
| 7 mm Rem Mag                      | 7,20                                      | .284                                      | 84,00                                     | 64,00                                     | 8-10                                      | 124-154                                   | 870                                       | 1100                                      | 4000                                      | 4400                                      | 150                        | 945                        | 4340                       | 9,18                       |
| 7,62 x 51 mm Otan .308 Winchester | 7,80                                      | .308                                      | 69,90                                     | 51,20                                     | 6,5-8                                     | 124-175                                   | 780                                       | 860                                       | 2900                                      | 3600                                      | 150                        | 860                        | 3470                       | 8,36                       |
| .300 Win Mag                      | 7,80                                      | .308                                      | 85,00                                     | 67,00                                     | 8,7-13                                    | 135-200                                   | 900                                       | 990                                       | 4500                                      | 5000                                      | 180                        | 900                        | 4725                       | 10,50                      |
| 30-06 Springfield                 | 7,80                                      | .308                                      | 85,00                                     | 63,00                                     | 9-15                                      | 140-230                                   | 750                                       | 890                                       | 3800                                      | 4000                                      | 180                        | 825                        | 3970                       | 9,62                       |
| 7,92x57 mm Mauser                 | 8,22                                      | .324                                      | 82,00                                     | 57,00                                     | 11-15                                     | 170-230                                   | 720                                       | 820                                       | 3994                                      | 4800                                      | 198                        | 800                        | 4096                       | 9,60                       |
| .338 Win Mag                      | 8,60                                      | .338                                      | 84,80                                     | 64,00                                     | 11-15                                     | 170-230                                   | 760                                       | 900                                       | 3500                                      | 5300                                      | 200                        | 900                        | 5250                       | 11,66                      |
| 9,3x62 mm Mauser                  | 9,30                                      | .366                                      | 83,60                                     | 62,00                                     | 16-26                                     | 240-350                                   | 720                                       | 800                                       | 4300                                      | 5200                                      | 250                        | 745                        | 4495                       | 12,06                      |
| .375 H&H                          | 9,50                                      | .375                                      | 91,00                                     | 72,40                                     | 16-26                                     | 240-350                                   | 700                                       | 882                                       | 5500                                      | 6300                                      | 270                        | 800                        | 5600                       | 14,00                      |

## Armes chambrant la munitions
Liste non-exhaustive d'armes chambrant la 7,92×57 mm :

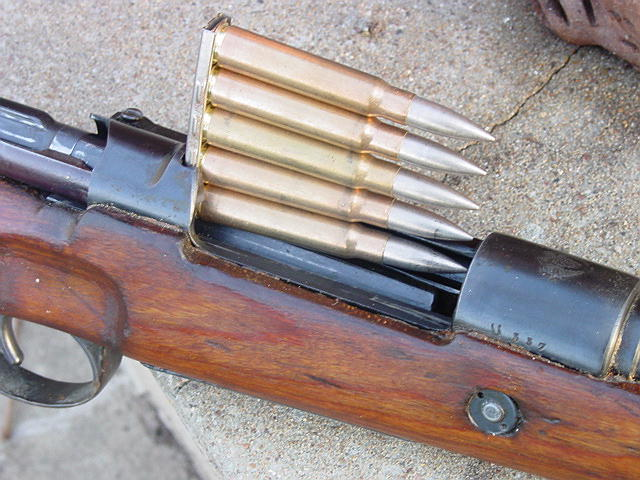
K98K chargé par clip-chargeur

- Gewehr 88
- Gewehr 98
- Karabiner 98k
- Mauser Standardmodell
- Mauser G41
- Walther G43
- Vz. 24
- Zastava M98/48
- Mauser 1924 yougoslave
- Fusil Hakim
- Maschinengewehr 34
- Maschinengewehr 42
- Maschinengewehr 13
- ZB-26